# Centre National de Ressources Textuelles et Lexicales
El Centre National de Ressources Textuelles et Lexicales (CNRTL) és una organització francesa que s'encarrega de posar en línia determinat tipus de dades lingüístiques i textuals així com eines genèriques per al tractament i presentació d'aquestes dades (moltes vegades en versions multilingües).
Aquesta organització va ser creada el 22 de febrer de 2006, per la direcció del departament « Homme et Société » i la Direction de l'information scientifique del CNRS, recolzant-se en la UMR de l'Analyse et traitement informatique de la langue française (ATILF) de la Universitat de Nancy-II, i que és qui va elaborar i té sota la seva responsabilitat el TLFi. Aquest últim projecte s'integra en el projecte europeu Clarin.
La base de dades hi evoluciona gràcies al suport del treball voluntari de certs laboratoris, que desitgen difondre i consolidar fons lingüístic-textuals, i que accepten la carta d'adhesió editada pel CNRTL. El CNRTL també pot contribuir per si mateix a la posada en línia d'informacions considerades d'importància i interès.
Les contribucions de continguts i eines són eventualment validades pel comitè de relectura del CNRTL i dels laboratoris participants, i després publicades, amb l'objectiu d'aconseguir una disseminació àmplia, segura, i fiable, d'aquests recursos.
El lloc web citat pot rebre i respondre més de 500.000 connexions per dia en la seva segona versió de 2008.